# Downtown Disney
Downtown Disney (oficialment el Downtown Disney District ) és un centre comercial a l'aire lliure situat al Disneyland Resort a Anaheim, Califòrnia, Estats Units. Es va inaugurar el 12 de gener de 2001 com a part del projecte d'expansió del Disneyland Resort juntament amb el parc temàtic Disney California Adventure i l'hotel Disney's Grand Californian Hotel & Spa.

## Situació i història
Downtown Disney connecta els dos parcs temàtics de Disneyland Resort amb els tres hotels del complex, anant des del costat oest de la plaça entre els dos parcs fins al Disneyland Hotel. West Street, que limitava amb el costat oest de Disneyland, va ser rebatejada com a Disneyland Drive i es va rebaixar per acomodar un pont per a vianants que connecta gran part de Downtown Disney amb el Disneyland Hotel i el Pixar Place Hotel. Una estació del monorail de Disneyland es troba al costat del pont de vianants.
La zona ha comptat amb diverses botigues i restaurants, que van des de marques populars a moltes botigues gestionades per Disney, com ara la botiga World of Disney, situada sota gran part del Grand California Hotel.
Downtown Disney ha comptat amb fins a 30 botigues, però hi ha hagut canvis a causa dels anuncis a finals de 2017. El juliol de 2019, l'aparcament de Downtown Disney es va traslladar al sud del Disney's Paradise Pier Hotel (conegut avui com a Pixar Place Hotel ) a l'aparcament Simba. A més, el 13 de setembre de 2019 es va inaugurar un pont per a vianants que uneix les estructures d'aparcament Pixar Pals i Mickey and Friends amb el complex comercial.

### Quart hotel cancel·lat i activitats posteriors

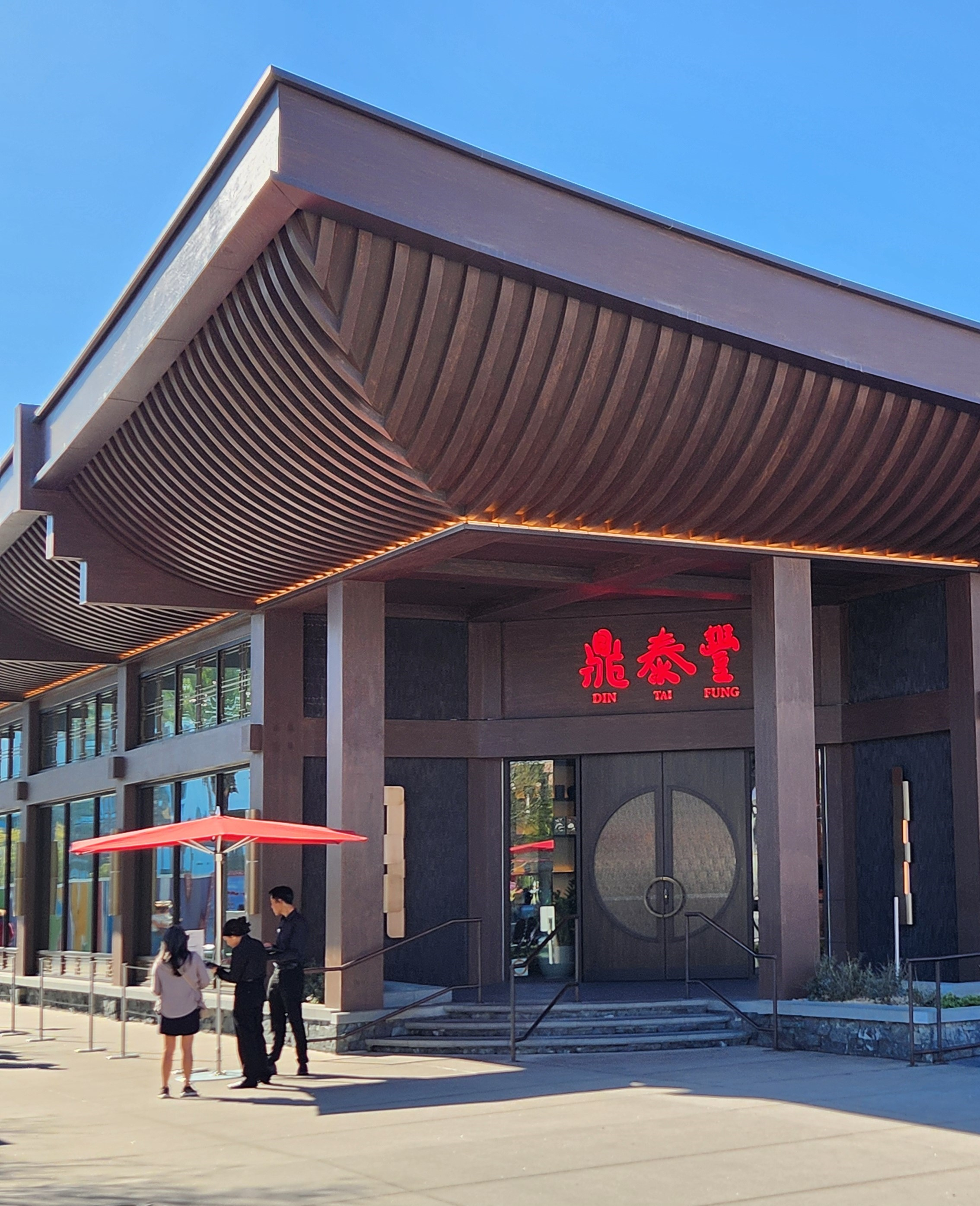
Restaurant Din Tai Fung

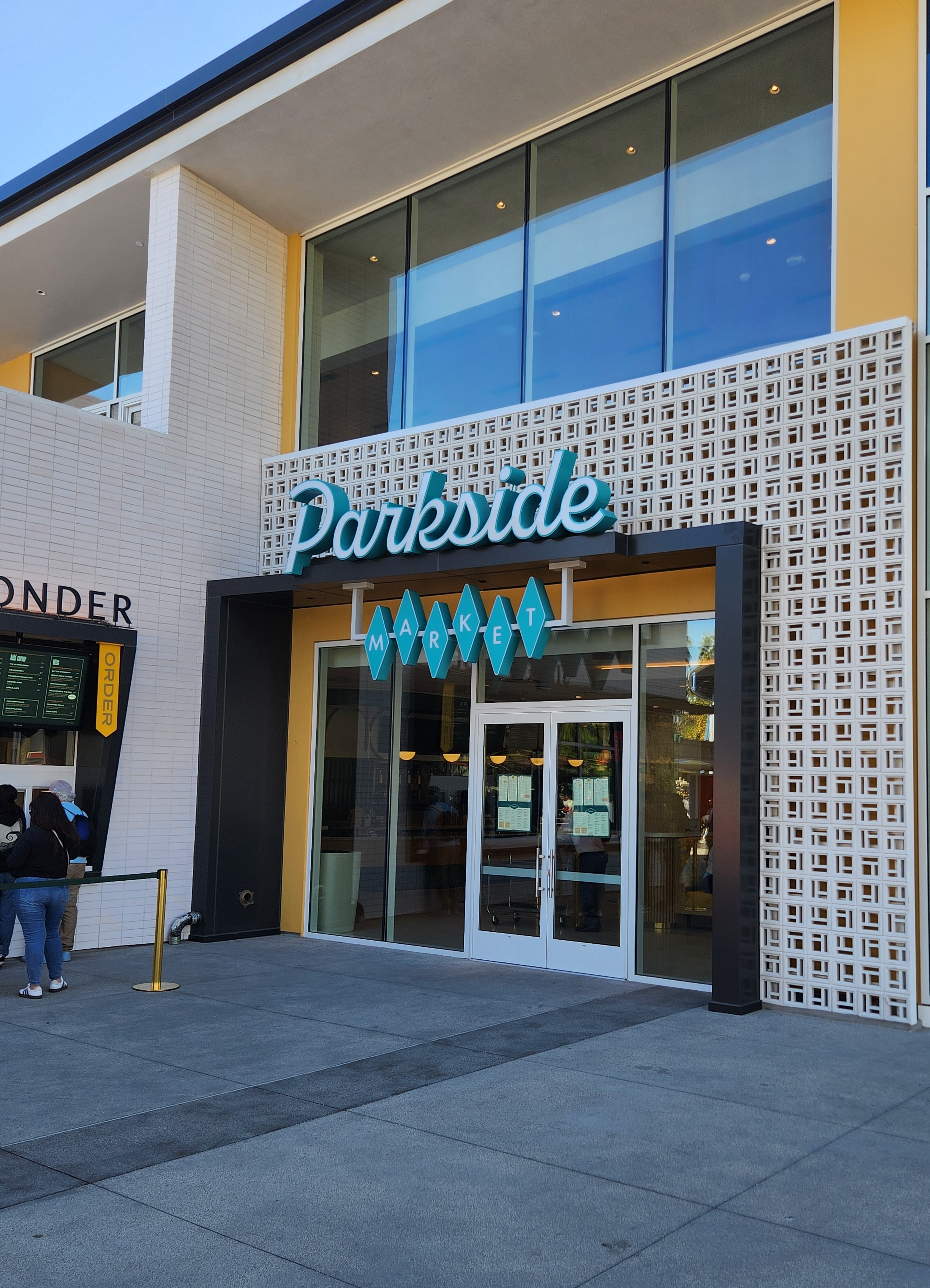
Botiga Parkside Market

El 2017 es van anunciar plans per a construir un quart hotel al resort. Situat davant de l'hotel Disneyland, el nou hotel desplaçaria gran part de la part occidental de Downtown Disney i hauria comptat amb 700 habitacions. El cost de la construcció de l'hotel s'hauria subvencionat amb fins 267 milions de dòlars en descomptes fiscals durant 20 anys, permetent al resort quedar-se amb un percentatge de la taxa turística cobrada als hotels d'Anaheim.
A l'estiu del 2018, diversos inquilins de Downtown Disney van tancar en preparació per a la construcció del nou hotel: grans inquilins com un cinema, els restaurants Rainforest Cafe i ESPN Zone, i alguns inquilins més petits, com el restaurant Earl of Sandwich i una cafeteria de Starbucks.
Setmanes després dels tancaments, les creixents tensions entre Disney i la ciutat d'Anaheim sobre la subvenció i la ubicació de l'hotel van fer que el projecte es posés en suspens. Dies després de l'anunci de l'ajornament del projecte, Disneyland va sol·licitar la revocació de les subvencions fiscals. L' ajuntament d'Anaheim va aprovar rescindir les subvencions fiscals dies després.
Després de setmanes d'inactivitat al lloc proposat per l'hotel, Disney va anunciar l'octubre de 2018 que el projecte del quart hotel havia estat cancel·lat. L'octubre de 2018, Earl of Sandwich i Starbucks van reobrir. Després de diversos anys buida, Disney va anunciar que l'antiga ubicació del Rainforest Café es convertiria en Star Wars Trading Post, un local comercial que ven productes de Star Wars : Galaxy's Edge, que va obrir el 19 de febrer de 2021. A dia d'avui,l'edifici on estava ubicat ESPN Zone roman buit.
El 14 de març de 2020, el Disneyland Resort, inclòs el Downtown Disney, va tancar temporalment a causa de la pandèmia de COVID-19 . Downtown Disney va romandre tancat fins al 9 de juliol de 2020. El complex va reobrir amb mesures de seguretat millorades, incloses mascaretes obligatòries, capacitat reduïda i control de temperatura a l'arribada. Aquestes mesures es van aixecar el 15 de juny de 2021, després de la reobertura de Califòrnia. Del 19 de novembre de 2020 al 14 de març de 2021, el complex es va ampliar temporalment a l'àrea d'entrada del parc Disney California Adventure, Buena Vista Street.
El novembre de 2021 Disney va anunciar una reimaginació del costat oest de Downtown Disney amb noves botigues, restaurants i entreteniment. La construcció va començar amb la demolició dels cinemes AMC, Starbucks i Earl of Sandwich a partir del gener de 2022. El 27 d'abril de 2022, es va anunciar que el restaurant taiwanès Din Tai Fung seria l'àncora de l'expansió. L'anunci també va incloure un disseny mid-century modern per al costat oest del districte. A més, està previst que la pastisseria Porto's Bakery obri l'any 2025.